# Lill-Rivsjön
Lill-Rivsjön är en sjö i Älvdalens kommun i Dalarna och ingår i Dalälvens huvudavrinningsområde.